# Rosa iljinii
Rosa iljinii (троянда Ільїна) — вид рослин з родини трояндових (Rosaceae). Вид названо на честь радянського ботаніка Модеста Михайловича Ільїна, активного дописувача 30-томника «Флора СРСР».

## Поширення
Вид зростає в Азербайджані.